# Mezi ledními medvědy: Dobrodružství v arktickém Rusku
Mezi ledními medvědy: Dobrodružství v arktickém Rusku (Among the polar bears: Adventure in Russia's Arctic) je německý dokumentární film. Provází jím kameraman Uwe Anders, který žije čtyři měsíce v drsné Sibiřské přírodě. Vídá tak spoustu situací mezi zdejšími zvířaty (souboje pižmoňů, lišky polární při kradení vajec...). V Česku byl film poprvé vysílán na Viasat Nature.